# La Palca (Potosí)
La Palca es una localidad de Bolivia, ubicada en las tierras altas del país. Administrativamente se encuentra en el municipio de Yocalla, perteneciente a la provincia de Frías en el departamento de Potosí. Se ubica en la cota 3.473 m s. n. m., entre los meridianos 65°47′ y 66°5′ de Longitud Oeste; y entre los paralelos 19°16′ y 19°42′ de Latitud Sur (SENAMHI, 2006).

## Límites territoriales
El municipio de Yocalla limita:
- Al norte con el municipio de Tinguipaya.
- Al oeste con el municipio de Belén de Urmiri.
- Al sud con la provincia de Quijarro.
- Al este con el municipio de Potosí.

El municipio cuenta con una extensión de 1.112,00 km², de los cuales el distrito I, tiene una extensión de 558 km², ocupando el 50,20% del territorio; Mientras el distrito II, se extiende en 554 km², ocupando el 49,80% de la superficie total
- 19°32′22.86″S 65°49′51.66″O / -19.5396833, -65.8310167

## Vías de Acceso
La accesibilidad vial a la localidad de La Palca es por el vía troncal asfaltada Potosí-Oruro hasta el kilómetro 18 y de allí derivar por camino empedrado 3.5 km, haciendo un total de 21.5 km de trayecto Potosí (ciudad) a la localidad de La Palca. La transitabilidad vial es posible todo el año sin dificultad.

## Clima
El clima predominante es templado-seco, con lluvias de hasta 400mm en verano (noviembre a febrero). El período de estiaje se extiende desde el mes de abril a septiembre.
De acuerdo a los registros de la estación meteorológica de Yocalla, la distribución de lluvias se concentra entre los meses de octubre a marzo, resultando ser los más lluviosos los meses de diciembre, enero y febrero.  Sin embargo, el comportamiento de la lluvia es muy particular, siendo la misma muy tempestuosa y de corto tiempo acompañada además de fuertes descargas eléctricas.
| Parámetros climáticos promedio de Santa Lucía | Parámetros climáticos promedio de Santa Lucía | Parámetros climáticos promedio de Santa Lucía | Parámetros climáticos promedio de Santa Lucía | Parámetros climáticos promedio de Santa Lucía | Parámetros climáticos promedio de Santa Lucía | Parámetros climáticos promedio de Santa Lucía | Parámetros climáticos promedio de Santa Lucía | Parámetros climáticos promedio de Santa Lucía | Parámetros climáticos promedio de Santa Lucía | Parámetros climáticos promedio de Santa Lucía | Parámetros climáticos promedio de Santa Lucía | Parámetros climáticos promedio de Santa Lucía | Parámetros climáticos promedio de Santa Lucía |
| Mes                                           | Ene.                                          | Feb.                                          | Mar.                                          | Abr.                                          | May.                                          | Jun.                                          | Jul.                                          | Ago.                                          | Sep.                                          | Oct.                                          | Nov.                                          | Dic.                                          | Anual                                         |
| --------------------------------------------- | --------------------------------------------- | --------------------------------------------- | --------------------------------------------- | --------------------------------------------- | --------------------------------------------- | --------------------------------------------- | --------------------------------------------- | --------------------------------------------- | --------------------------------------------- | --------------------------------------------- | --------------------------------------------- | --------------------------------------------- | --------------------------------------------- |
| Temp. máx. abs. (°C)                          | 29.6                                          | 26.9                                          | 30.1                                          | 29.2                                          | 28.2                                          | 27.7                                          | 26.9                                          | 27.4                                          | 27.8                                          | 28.4                                          | 30.1                                          | 29.4                                          | 28.9                                          |
| Temp. máx. media (°C)                         | 24.1                                          | 24.1                                          | 26.6                                          | 26.6                                          | 25.3                                          | 24.0                                          | 22.7                                          | 24.8                                          | 23.8                                          | 25.2                                          | 25.7                                          | 25.8                                          | 24.9                                          |
| Temp. media (°C)                              | 15.8                                          | 16.3                                          | 16.9                                          | 14.9                                          | 12.7                                          | 10.2                                          | 10.0                                          | 11.6                                          | 12.9                                          | 14.3                                          | 16.2                                          | 16.7                                          | 14                                            |
| Temp. mín. media (°C)                         | 7.5                                           | 8.5                                           | 7.1                                           | 3.3                                           | 0.1                                           | -3.6                                          | -2.8                                          | -1.7                                          | 1.9                                           | 3.4                                           | 6.6                                           | 7.5                                           | 3.2                                           |
| Temp. mín. abs. (°C)                          | 4.1                                           | 5.4                                           | 3.2                                           | -2.9                                          | -5.1                                          | -7.8                                          | -8.2                                          | -5.5                                          | -4.5                                          | -4.7                                          | 1.6                                           | 1.9                                           | -1.7                                          |
| Precipitación total (mm)                      | 132.3                                         | 74.4                                          | 14.0                                          | 31.1                                          | 0                                             | 0                                             | 0                                             | 0                                             | 34.0                                          | 61.9                                          | 41.9                                          | 73.4                                          | 463                                           |
| Fuente n.º 1: SENAMHI, Potosí 2006            |                                               |                                               |                                               |                                               |                                               |                                               |                                               |                                               |                                               |                                               |                                               |                                               |                                               |
| Fuente n.º 2: SENAMHI, Potosí 2006            |                                               |                                               |                                               |                                               |                                               |                                               |                                               |                                               |                                               |                                               |                                               |                                               |                                               |

Tomando como referencia los registros de la estación meteorológica de Yocalla, las temperaturas medias anuales varían desde 1,9 °C como temperatura mínima media a 24,9 °C como temperatura máxima media, por lo que la temperatura media es de 14,0 °C, sobre un registro de 10 años.

## Relieve topográfico
La fisiografía del Municipio de Villa de Yocalla, se caracteriza por una topografía en general muy accidentada, variando desde planicies hasta serranías con pendientes muy pronunciadas; configurando de esta manera diferentes paisajes en tres zonas agroecológicas, determinadas principalmente por la altura  y el clima.
La localidad de La Palca se encuentra en un valle paralelo al curso del río Cayara, su topografía es plana ondulada en la parte baja y en los costados está flanqueado por cadenas montañosas lateralmente, por lo cual se puede identificar un relieve topográfico ondulado en la zona baja con pendientes moderadas a pronunciadas en los flancos.

## Demografía
Considerando los últimos datos del censo practicado (2012), consideramos válidos y por lo tanto, se define la población actual en la cantidad de 630 habitantes como población base, una cantidad de 132 familias, y se requieren 94 conexiones domiciliarias en viviendas y 4 conexiones en instituciones y/o espacios públicos-sociales, haciendo un total de 98 conexiones en proyecto.
Situación migratoria. 
Los escasos ingresos económicos percibidos, el reducido apoyo institucional para desarrollar capacidades productivas, los bajos niveles de producción y la economía de subsistencia en la que viven la mayoría de las familias, hace que los jefes de familia y los hijos mayores, tengan que emigrar en algún momento.
Las personas que emigran a la ciudad de Potosí, tienen diferentes ocupaciones, teniendo como principal ocupación la minería, con diferentes denominaciones, propias del argot minero, en función del desempeño y área de trabajo, como ser: Perforistas, segunda mano, carreros, matapalos y otros, la coyuntura actual de la actividad minera, responde a la subida de cotizaciones de los minerales en el mercado internacional; otra fuente de ocupación es la construcción (albañil o ayudante de albañil); así también, las mujeres encuentran ocupación laboral como trabajadoras del hogar
Los migrantes hacia el interior del País y la República de Argentina, desarrollan su actividad laboral en costura, comercio, choferes y mecánicos, estas dos últimas en menor proporción que las primeras.

## Actividades productiva
La comunidad de La Palca tiene, entre las actividades  que generan su economía, la agricultura, la pecuaria y la minería.
El uso del suelo está dirigido a la explotación agrícola, de esta forma, la tierra se constituye como la base fundamental del sustento de la unidad familiar, sin embargo, debido a la poca disponibilidad de tierras, es fuertemente explotada tanto en la producción agrícola.
El sistema de producción agrícola es variado, el mismo está condicionado por el tipo de economía de la unidad familiar, con producción especialmente para autoconsumo con excedentes mínimos para ser comercializados, siendo este el caso de la mayoría de las familias, producción agrícola, se constituye en la principal fuente de ingresos.

## Fuente
- Programa de Agua Potable y Saneamiento de Pequeñas Localidades y Comunidades Rurales de Bolivia. Desarrollado por el Gobierno Nacional en 2011-2012.
- Plan de Desarrollo Municipal de Yocalla.

- Datos: Q28517268